# Kostanjevica (Šentrupert, Slovenija)
Kostanjevica je naselje u slovenskoj Općini Šentrupertu. Kostanjevica se nalazi u pokrajini Dolenjskoj i statističkoj regiji Jugoistočnoj Sloveniji. 

## Stanovništvo
Prema popisu stanovništva iz 2002. godine naselje je imalo 39 stanovnika.